# 長柄横穴群
長柄横穴群（ながらよこあなぐん）は、千葉県長生郡長柄町徳増（とくます）にある横穴墓群。国の史跡に指定されている。ちば遺産100選。

## 概要
一宮川上流の丘陵谷地に位置し、羨道と玄室の間に段差を持つ「高壇式」と呼ばれる形態の横穴墓である。副葬品が発見されていない為、築造年代は明らかでないが、7世紀末から8世紀初めと推定されている。13号墓では鳥などを描いた線刻壁面が見つかっている。
2010年（平成22年）からガイダンス施設「史跡長柄横穴群資料館」が一部オープンしている。

## ギャラリー

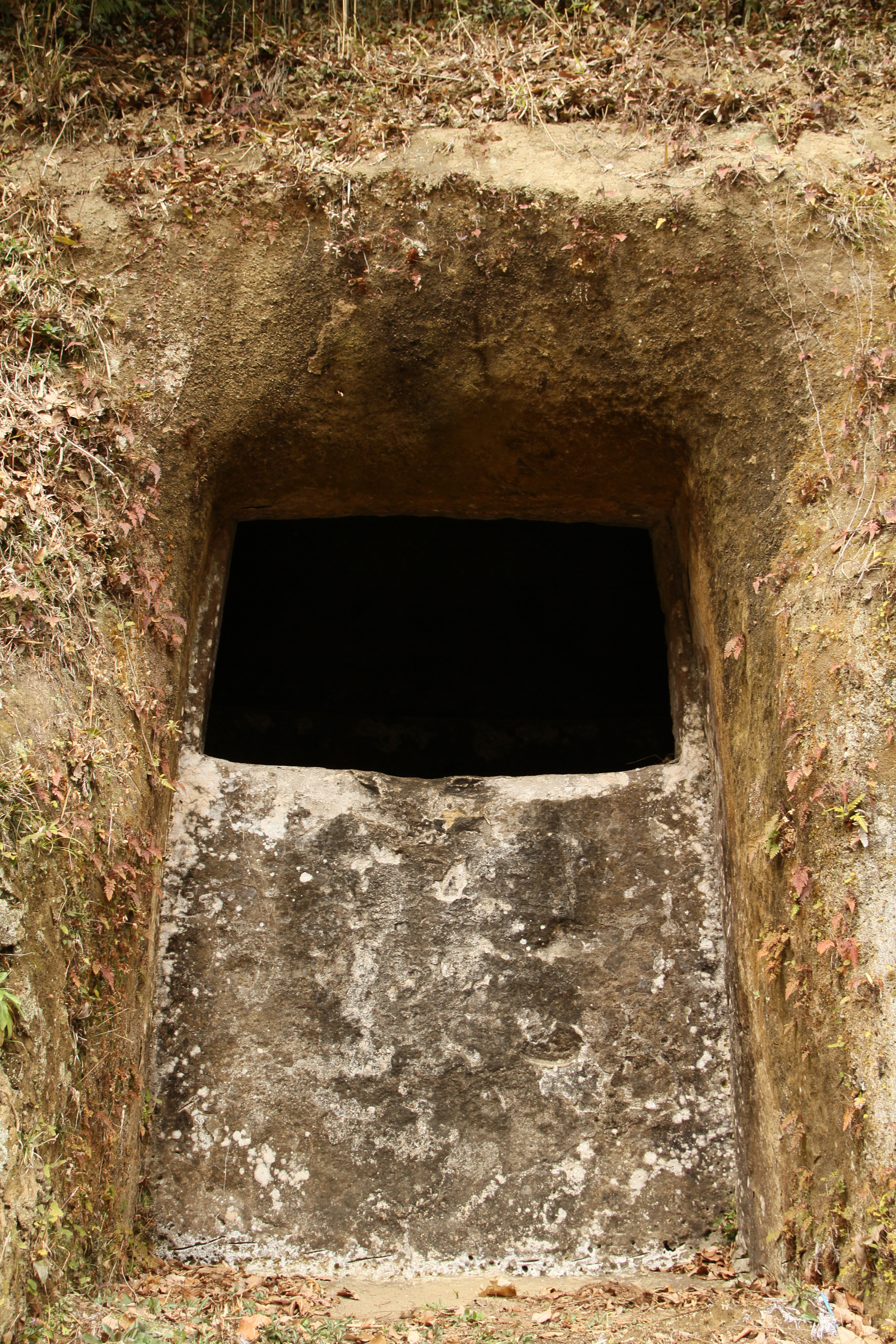
2号墓 羨道
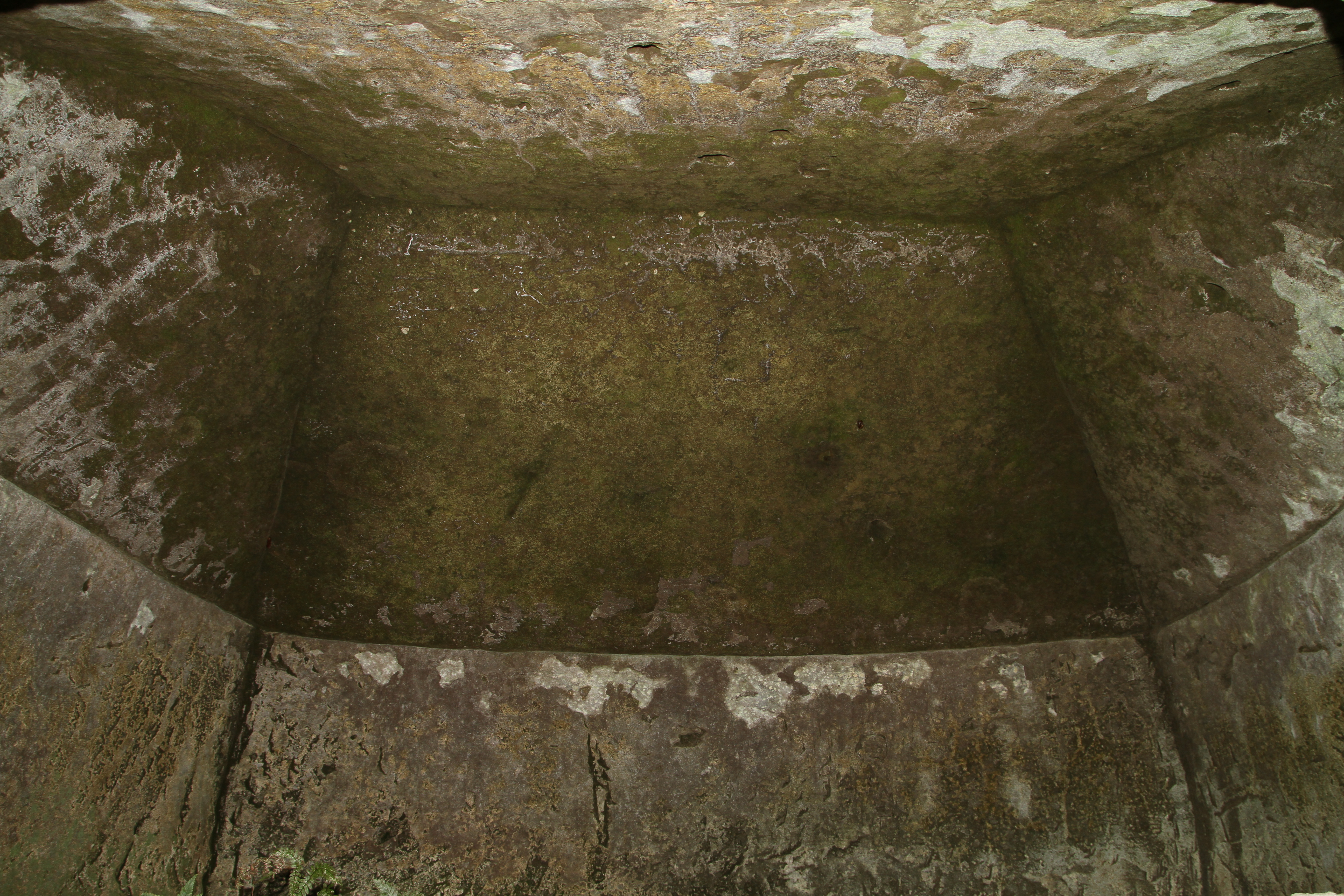
2号墓 玄室
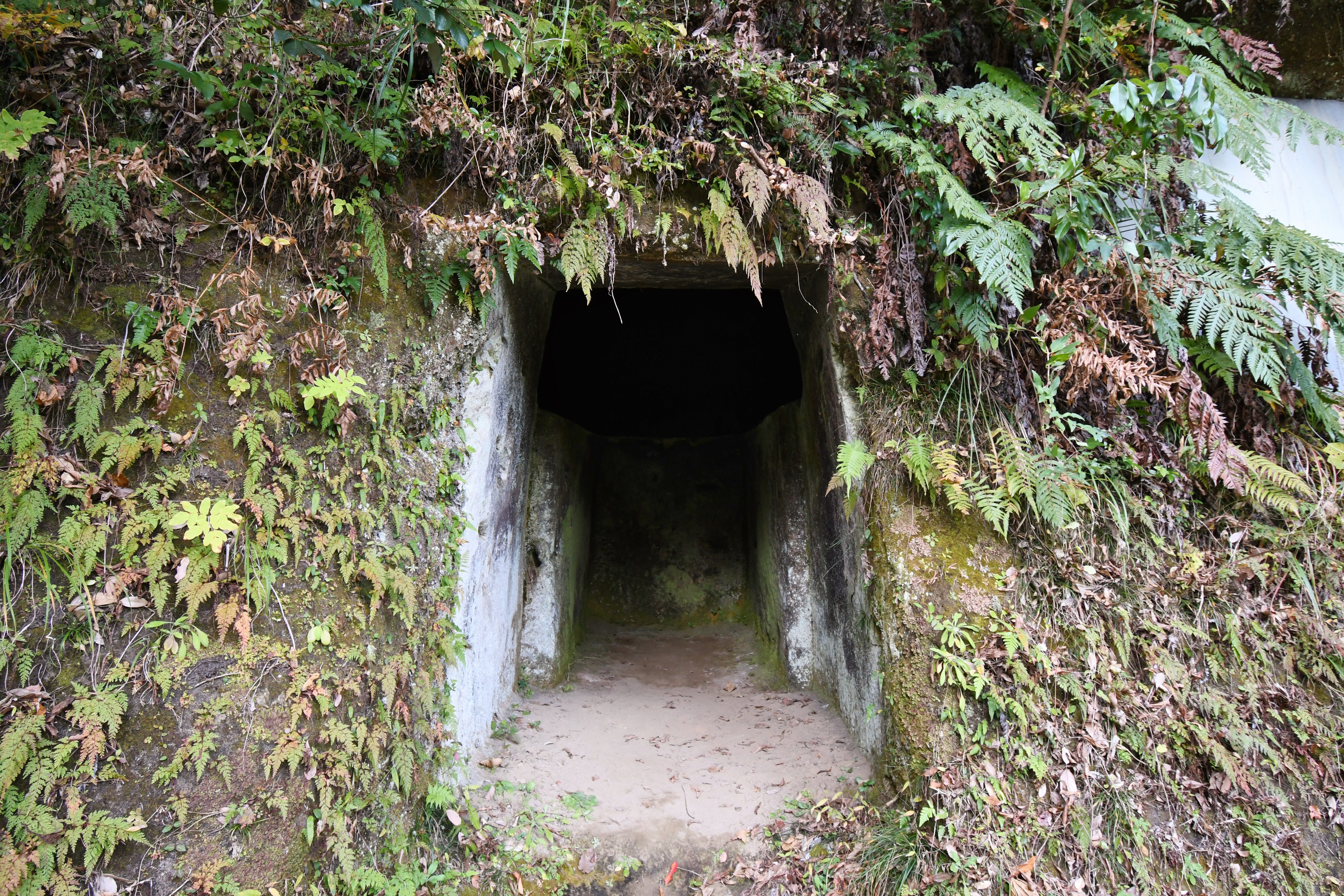
8号墓 開口部
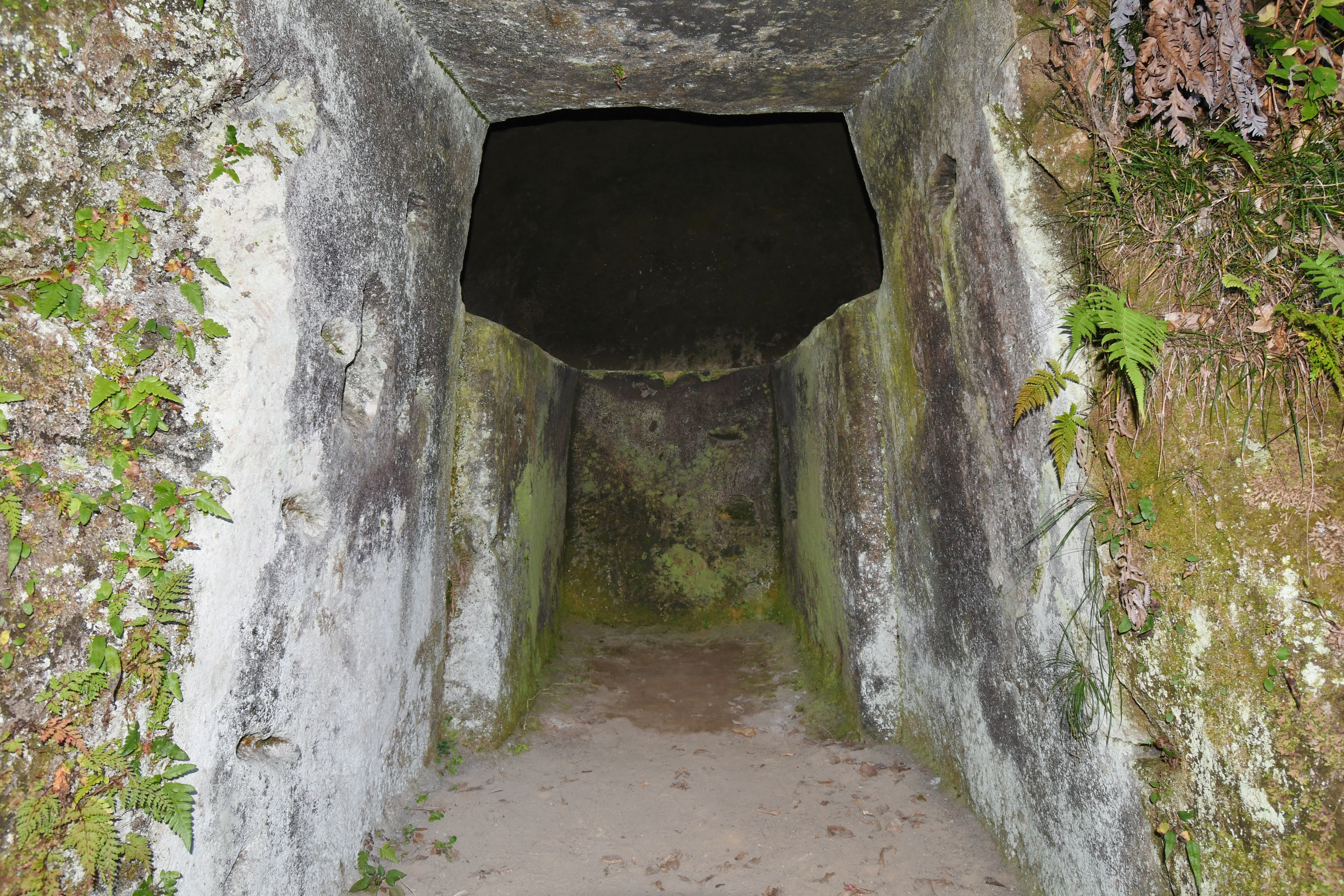
8号墓 羨道
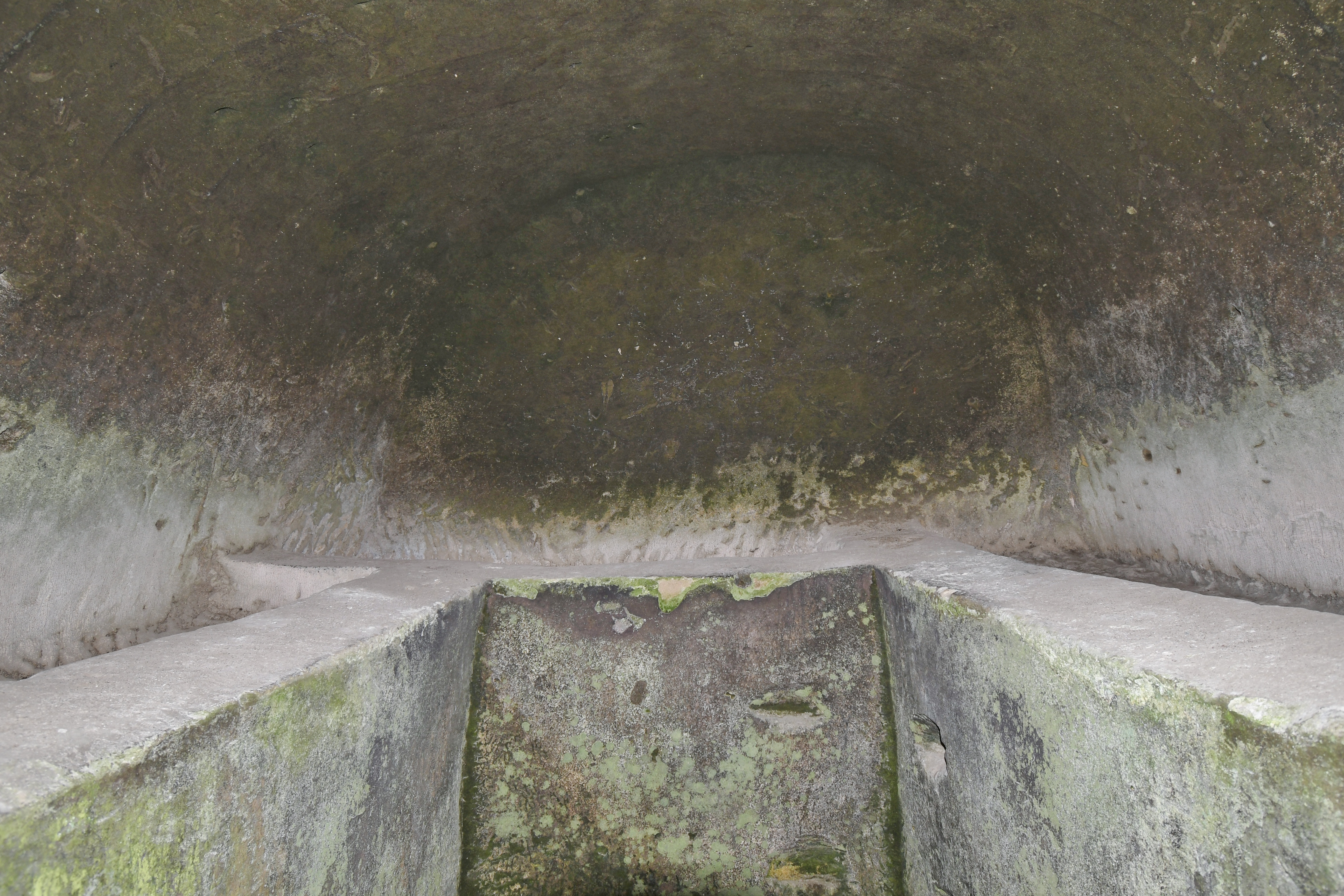
8号墓 玄室
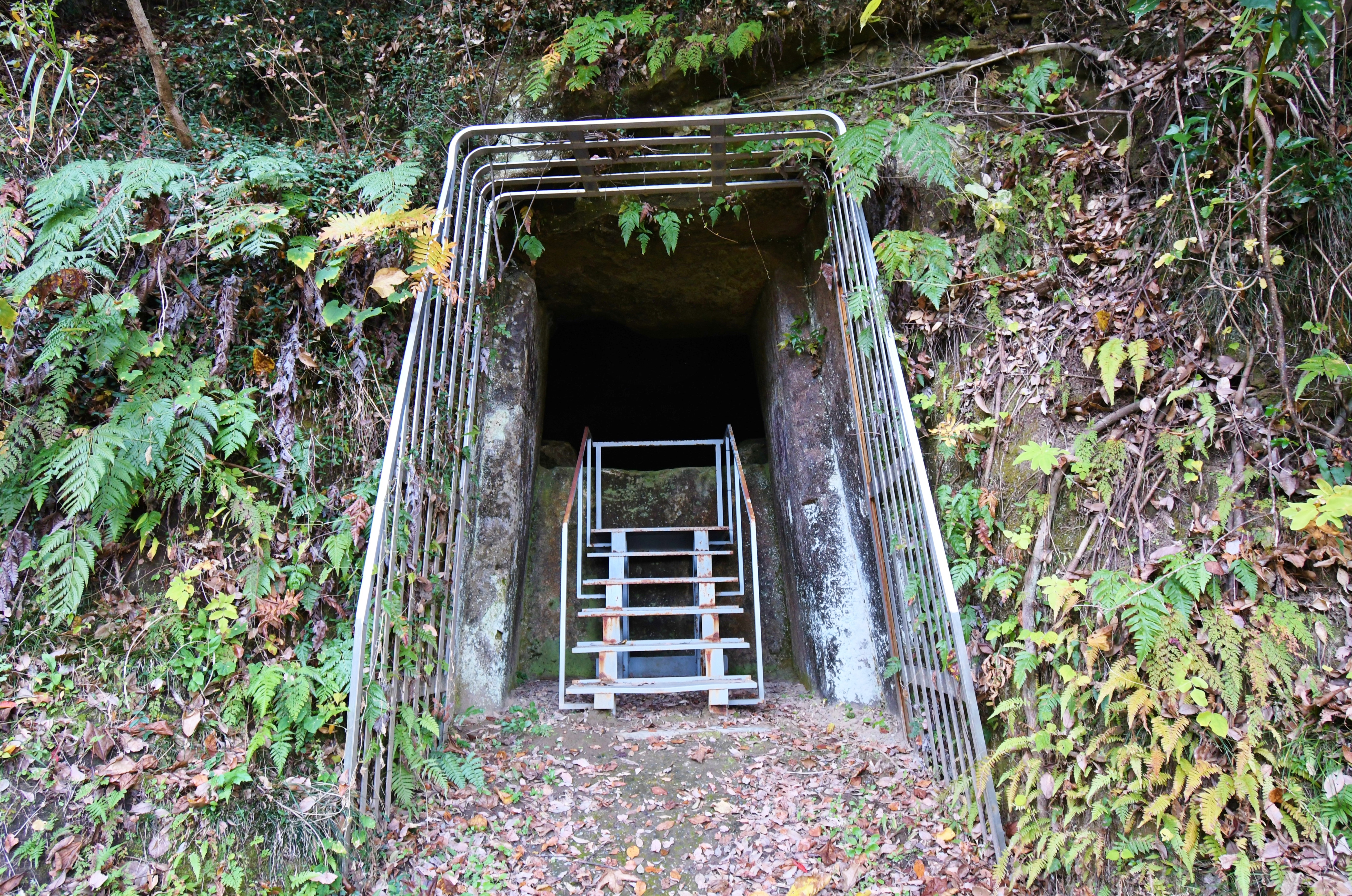
11号墓 開口部
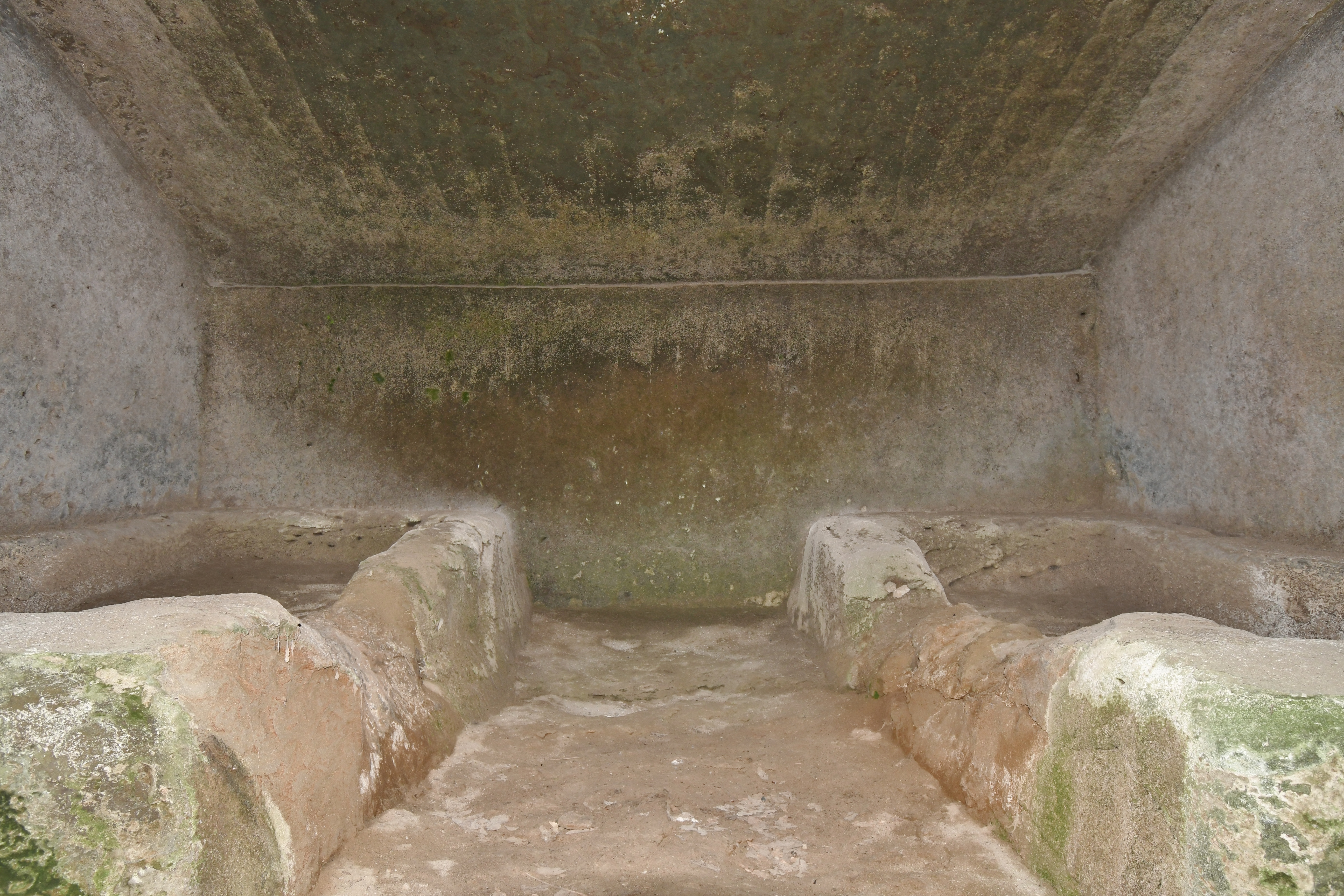
11号墓 玄室
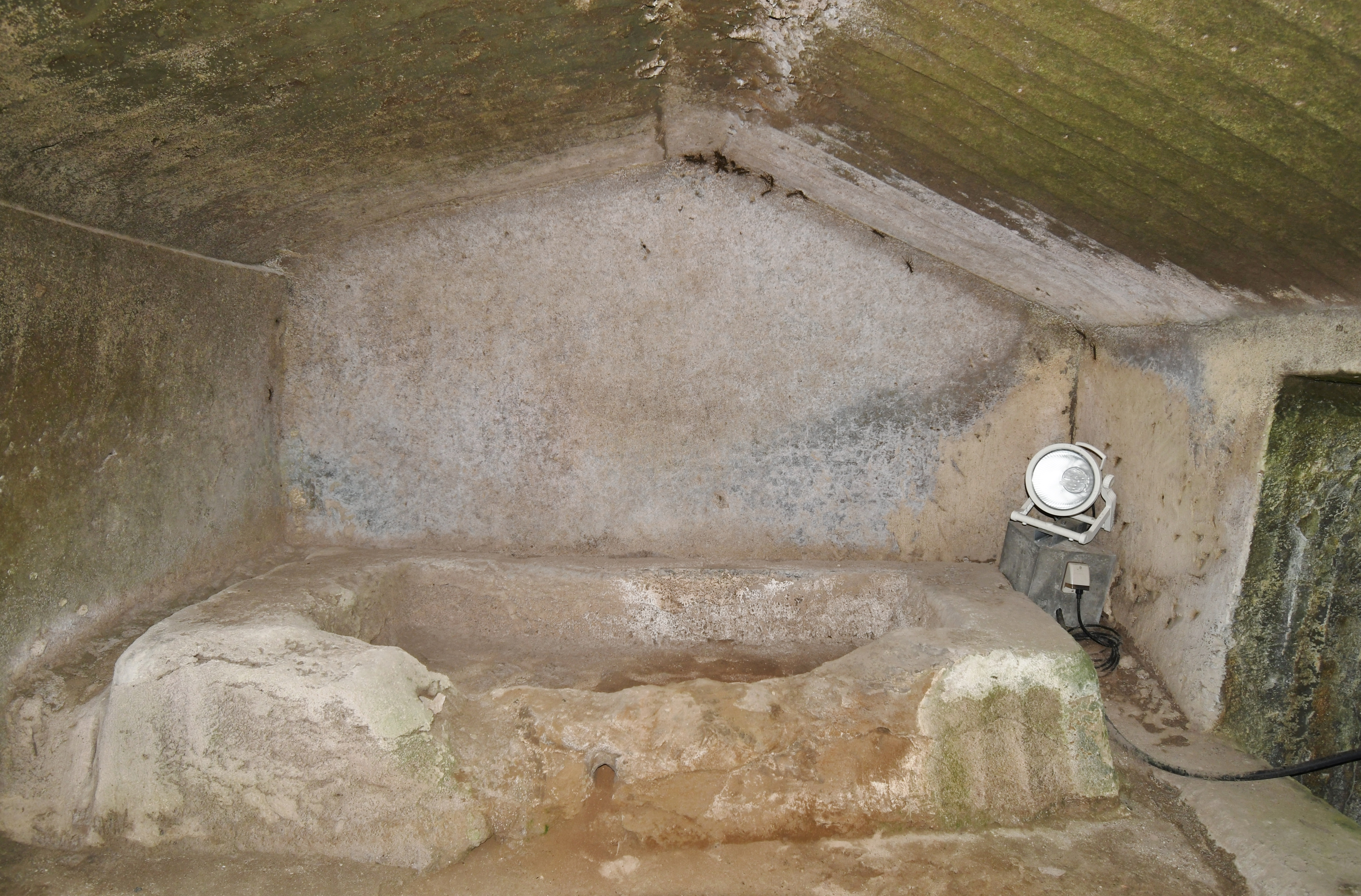
11号墓 東棺座
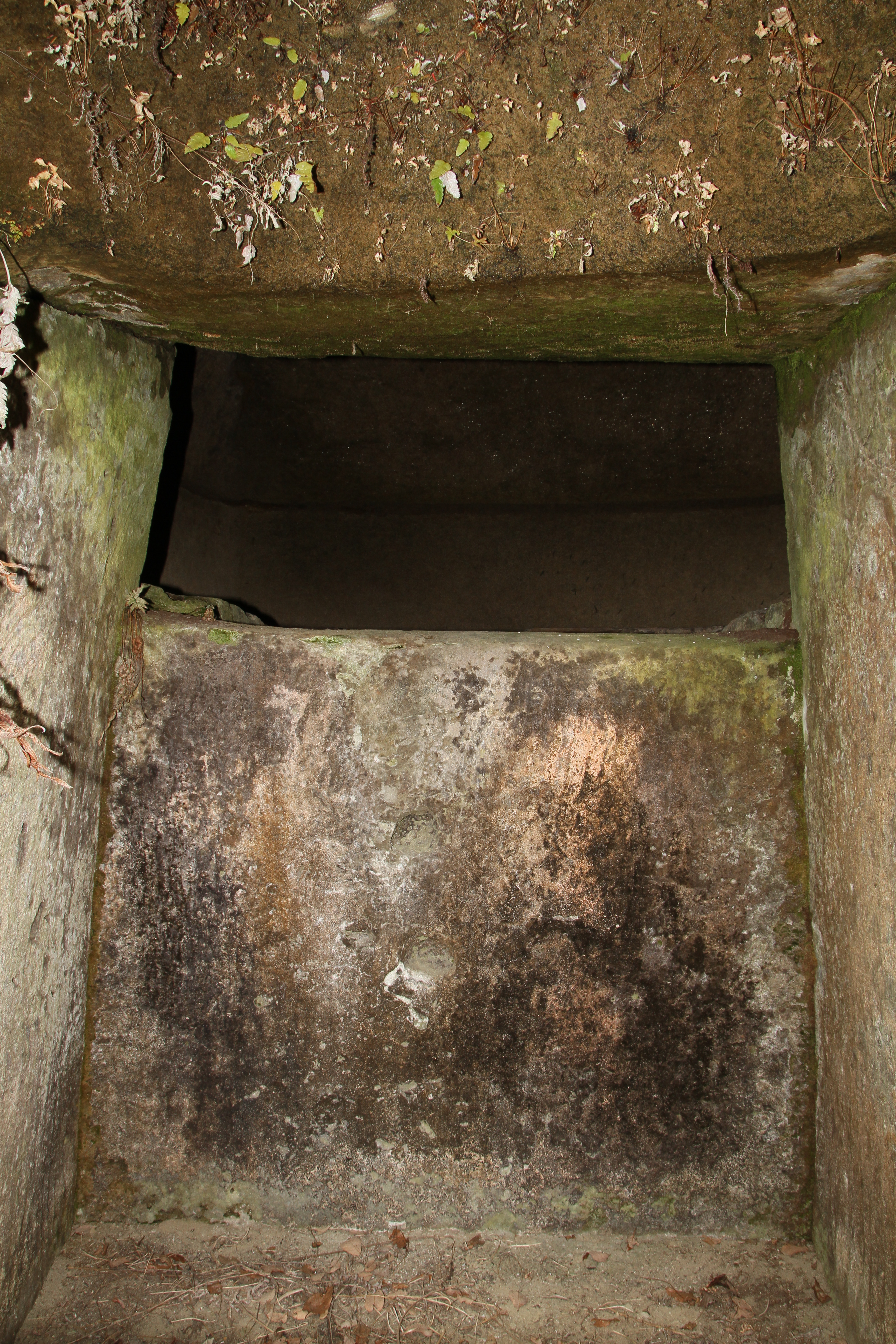
16号墓 羨道
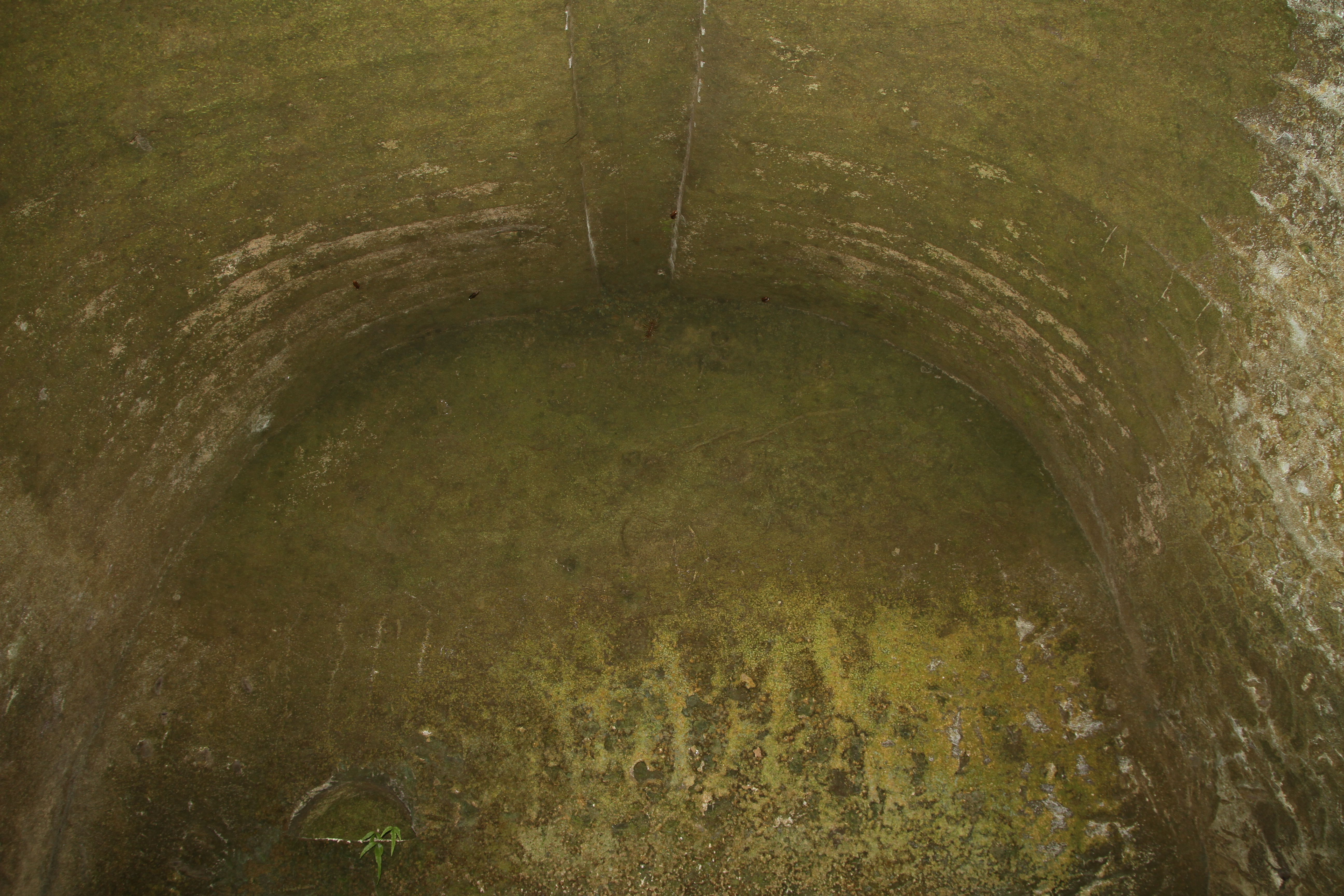
19号墓 玄室

## 文化財

### 国の史跡
- 長柄横穴群 - 1995年（平成7年）3月20日指定[7]。

## 参考図書
- 史跡長柄甌穴群パンフレット (PDF) （長柄町教育委員会）
- 長柄町教育委員会『史跡長柄横穴群パンフレット』長柄町教育委員会。